# Fengguo si

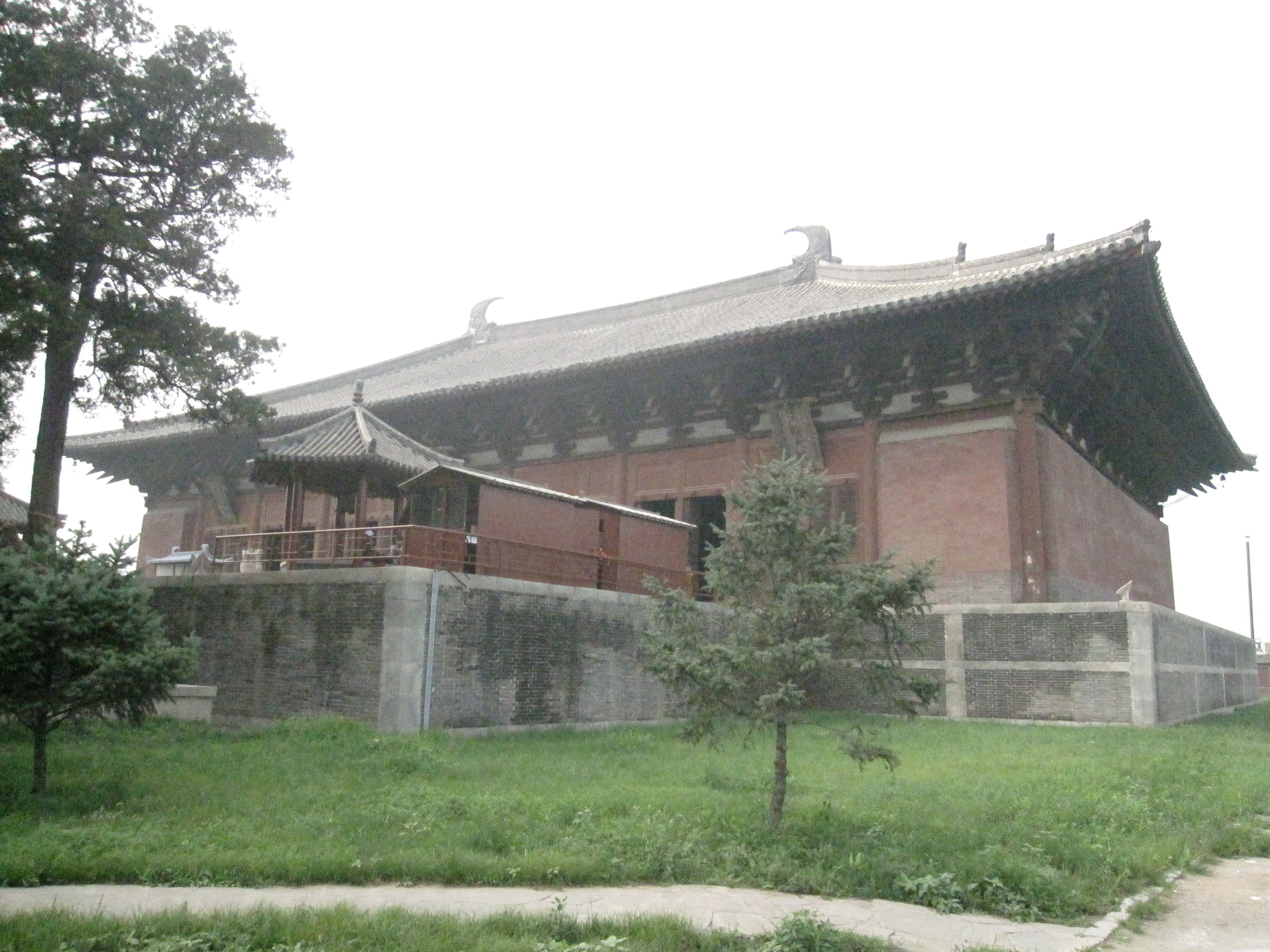
Daxiongbao

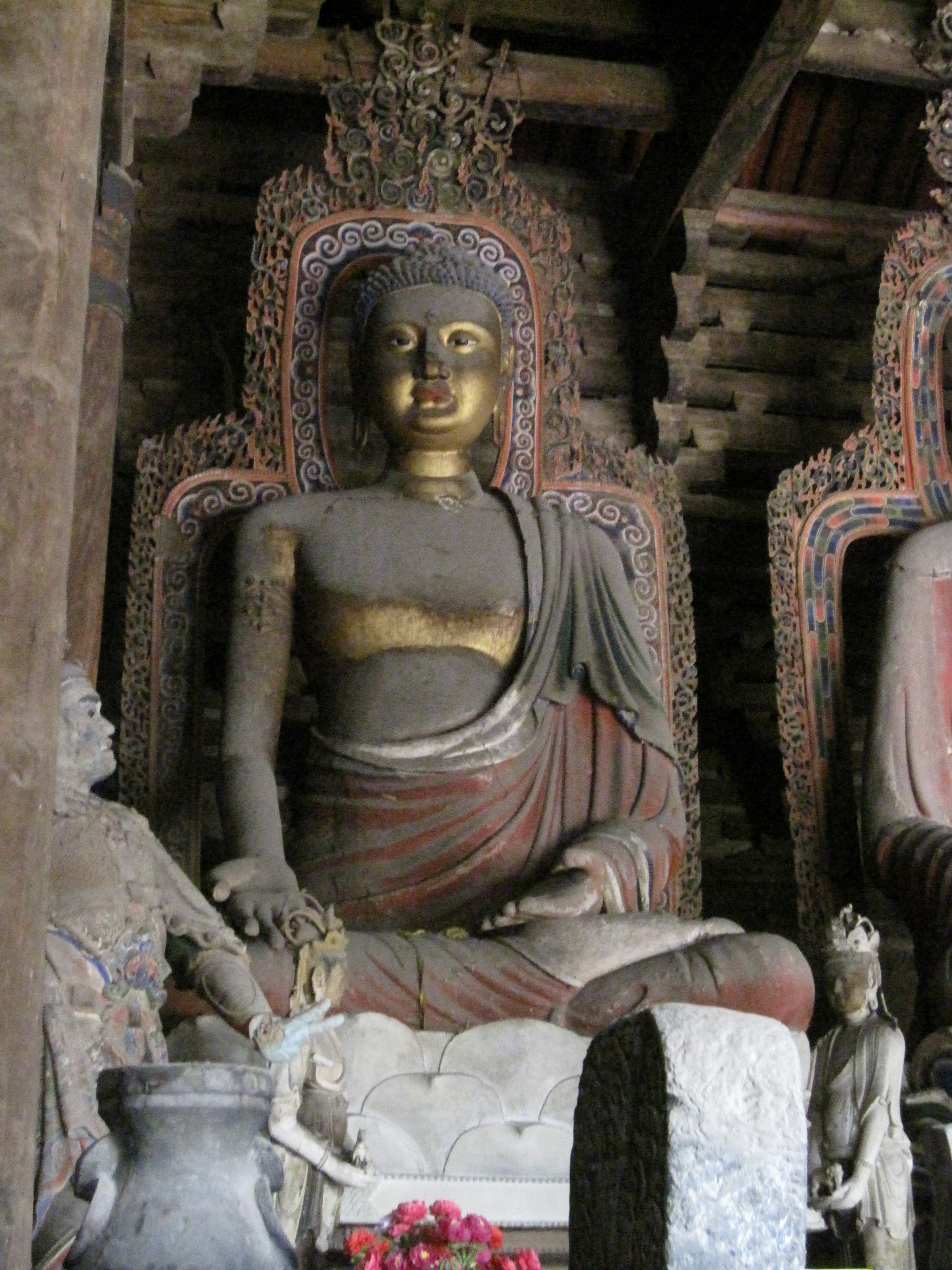
Budda Wipaśin, dwie figury bodhisattwów-służących oraz figura Obrońcy

Fengguo si (Klasztor Oddania Państwu, chiń. upr. 奉国寺; chiń. trad. 奉國寺; pinyin Fèngguósì) – chiński klasztor. W kompleksie znajduje się największy drewniany klasztorny budynek w Chinach.

## Historia klasztoru
Budowę klasztoru rozpoczęto w 1020 roku, a ukończono w 1025 roku w okresie panowania dynastii Liao (915–1125). Znajduje się on w powiecie Yixian, w mieście Jinzhou, w prowincji Liaoning. Wiadomo ze steli, znajdującej się na terenie klasztoru, że uprzednio na tym miejscu znajdował się klasztor Xianxi. Założycielem klasztoru był Jiao Xiyun – emerytowany intelektualista i uczony. Konstrukcja była nadzorowana przez mnicha o nazwisku Qinghui.
Klasztor był sukcesywnie rozbudowywany, ale przechodził również ciężkie chwile, nawet przestawał być używany. W 1107 roku mnich Yizhuo rozpoczął prace przy renowacji klasztoru i kompletowaniu buddyjskich wyobrażeń. Prace ukończono już po jego śmierci, dopiero w 1140 roku.
W roku 1290 klasztor uległ dużym zniszczeniom podczas trzęsienia ziemi. Pieniądze na jego odbudowę zostały darowane przez zięcia chana mongolskiego.
Z zapisów historycznych wynika, że w połowie XIV wieku klasztor był już bardzo duży; składał się co najmniej z trzech pawilonów, z których jeden znajdował się przed Budynkiem Mahawiry, a drugi z boku budynku Dharmy (znajdował się za Budynkiem Mahawiry), trzech budynków kuchennych w różnych miejscach klasztoru, kwater mnisich, łaźni, budynku Dziesięciu Tysięcy Buddów i wielu innych.
W 1948 roku klasztor został zbombardowany – spadły na niego cztery bomby. Jedna z nich przebiła dach Budynku Mahawiry i zatrzymała się na rękach jednego z siedmiu Buddów, odłamując jedynie kciuk posągu. Żadna z bomb nie wybuchła, szkody wynikły jedynie z ich upadku. W latach 80. XX wieku wykonano prace remontowe.
W 1961 roku klasztor doczekał się państwowej ochrony jako miejsce zabytków kulturalnych. Obecnie należy do grona zabytków zaklasyfikowanych jako Światowe Dziedzictwo Kulturalne i skarb narodowy.
Dzisiaj klasztor zajmuje powierzchnię ponad 50 000 m² i składa się z dwóch budynków (Budynek Mahawiry lub Śakjamuniego i Budynek Amitabhy), dwóch bram (zewnętrznej i wewnętrznej), łuku dekoracyjnego, wieży dzwonu i pawilonu, w którym przechowywane są stele. Ocalała również pewna ilość zabytkowych przedmiotów.
Klasztor Fengguo jest najlepszym przykładem architektonicznego stylu okresu dynastii Liao i Jin. Budynek Mahaviry jest najwyższym osiągnięciem architektury Liao oraz szczytowym osiągnięciem architektury Chin XI wieku. Jest uznany za „Najwspanialszą i Kompletną Drewnianą Architekturę z Chińskim Czterospadowym Dachem przed Dynastią Liao (Song)”. Również posągi Siedmiu Buddów są jedyne w swoim rodzaju.
Klasztor nie jest masowo zwiedzany, gdyż leży na uboczu od głównych celów zainteresowań turystów.

## Obiekty architektoniczne i inne
- Budynek Daxiongbao (大雄宝殿 Dàxíongbǎodiàn, Budynek Mahawiry lub Śakjamuniego)

Budynek ten datowany jest na 1020 rok. Jest uważany za największy klasztorny drewniany budynek w Chinach. Jego wysokość wynosi 21 m, długość – 55,6 m, szerokość (głębokość) – 32,8 m. Zajmuje powierzchnię 1824 m kwadratowych. Posługując się typowymi miarami chińskimi stosowanymi w architekturze, jego długość wynosi dziewięć standardowych pokoi czy też zatok, a szerokość – pięć. Postawiony został na wysokiej na 3 m platformie.
Reprezentuje architektoniczny styl dynastii Liao. Jest najwcześniejszym przykładem w Chinach użycia zestawów klamr pomiędzy kolumnami, zamiast pojedynczych wsporników. W czasie jego budowy musiano rozwiązać wiele problemów związanych z jego wielkością. Przy wielkości 9 pokoi na 5 pokoi stosując klasyczne metody budownictwa, budynek ten musiałby mieć 100 kolumn. Powodowałoby to jego małą funkcjonalność, niemożność umieszczenia w nim wielkich posągów Siedmiu Buddów, oraz m.in. bardzo słabą widoczność z powodu lasu kolumn. Tymczasem w budynku znajduje się tylko 20 kolumn. W czasie jego budowy wykorzystano nowatorskie pomysły, np. wykorzystano technikę używaną do budowy mostów. Kolumny ustawione są w czterech szeregach. Wyeliminowano piąty szereg kolumn przed posągami buddów, aby umożliwić ich pełną widoczność, stosując w tym miejscu inną konstrukcję dachu. Struktura budynku wykorzystuje ponad trzydzieści rodzajów drewna budulcowego pomiędzy szczytami kolumn a dachem.
Bazy kolumn, mierzące 1,2 m², wykonane są z wapienia i nie są one związane z podłożem, dzięki czemu w czasie trzęsień ziemi, swobodnie się przesuwają.
Na ceglanej platformie w północnej części budynku umieszczono wielkie posągi siedmiu glinianych buddów ułożonych w jednym rzędzie. Są to: Śakjamuni, Wipaśin, Sikhin, Wiśwabhu, Krakuczcanda, Kanakamuni i Kaśjapa. Za nimi znajduje się wolna przestrzeń, tak że można je było okrążać. Największym posągiem jest statua buddy Wipaśina, która mierzy 9,5 m wysokości. Inne figury są niższe o około metr. Przed każdym z buddów znajdują się po dwie figury służących-bodhisattwów mierzące po 2,5 m wysokości. Oprócz nich na platformie stoją również posągi wojowniczych i groźnych obrońców, których wysokość sięga 3,5 m.
W budynku zachowały się także przykłady malarstwa z tego okresu, m.in. na belkach namalowane się 42 postacie latających Apsar. Zachodnia i wschodnia ściana budynku zawiera malowidła pięciu buddów, północna ściana – ośmiu bodhisattwów, frontowa (południowa) – osiemnastu Arahantów.
Przy tylnym wejściu znajduje się figura siedzącej bodhisattwy Guanyin. Została ona odrestaurowana w 1603 roku za panowania dynastii Ming (1368–1644).
- Na tej samej platformie, na której wybudowano Budynek Mahawiry, znajdują się sześciokolumnowa wieża (pawilon) dzwonu oraz pawilon stel, w którym znajdują się dwie stele kamienne z okresu dynastii Qing (1644–1911)

- Budynek buddy Amitabhy

Budynek ten ma 20 m długości, 16 m szerokości (głębokości) i 9 m wysokości. W centrum stoi posąg Buddy Długowieczności, który mierzy 1,3 m wysokości i jest wyrzeźbiony w drewnie sandałowca. Ściany wschodnia i zachodnia zawierają namalowane wyobrażenia Czterech Niebiańskich Strażników.
- Przed bramą wewnętrzną

stoją dwie figury wyrzeźbionych w kamieniu lwów. Ponad bramą wisi tablica z napisem „Klasztor Wielkiego Buddy” (Dafosi). Jest ona dziełem kaligrafa Liu Zhonglina.